# پایگاه هوایی پچورا کامنکا
 پایگاه هوایی پچورا کامنکا (به انگلیسی: Pechora Kamenka) یک فرودگاه نظامی است که یک باند فرود بتن دارد و طول باند آن ۳۰۵۰ متر است. این فرودگاه در شهر پچورا کشور روسیه قرار دارد و در ارتفاع ۹۱ متری از سطح دریا واقع شده است.